# Магрітт (кінопремія, 2018)
8-ма церемонія вручення Премії «Магрітт» бельгійської Академії Андре Дельво за 2017 рік відбулася 3 лютого 2018 в конференц-центрі «Квадрат» в історичному районі Mont des Arts Брюсселя під головуванням Наташі Реньє. Під час церемонії Академія Андре Дельво представила нагороди «Магрітт» у 22 категоріях. Номінантів церемонії було оголошено 11 січня 2018 року. Драма Лорана Стрекера «Весілля» була висунута в найбільшій кількості номінацій — 8.
Трансляція церемонії в Бельгії проходила на телеканалі La Deux. Ведучим церемонії втретє виступив актор Фабриціо Ронджоне.

## Статистика
Фільми, що отримали по декілька номінацій.
| Фільм                            | Номінації | Перемоги |
| -------------------------------- | --------- | -------- |
| • Весілля                        | 8         | 3        |
| • З нами                         | 7         | 1        |
| • У Сирії                        | 6         | 5        |
| • Вірний. Пристрасть і злочин    | 5         | 1        |
| • Король бельгійців              | 5         | 1        |
| • Дім                            | 4         | 1        |
| • Сире                           | 4         | 2        |
| • Сліпа зона                     | 4         | 1        |
| • Дива в Парижі                  | 3         | 1        |
| • Мій ангел                      | 3         | 1        |
| • Сонар                          | 3         | —        |
| • Навіть любителі отримують блюз | 2         | —        |
| • Не кажи їй                     | 2         | 1        |
| • Позбав мене від сумнівів       | 2         | —        |

## Список лауреатів та номінантів
| Найкращий фільм | Найкращий режисер |
| --- | --- |
| ★ «Весілля» / Noces — Стефан Стрекер - «Дива в Парижі» / Paris pieds nus — Домінік Абель та Фіона Гордон - «З нами» / Chez nous — Люка Бельво - «Сліпа зона» / Dode hoek — Набіль Бен Ядір - «У Сирії» / InSyriated — Філіпп ван Леу | ★ Філіпп ван Леу — «У Сирії» - Люка Бельво — «З нами» - Набіль Бен Ядір — «Сліпа зона» - Стефан Стрекер — «Весілля» |
| Найкращий актор | Найкраща акторка |
| ★ Пітер ван ден Бегін — «Король бельгійців» - Франсуа Дам'єн — «Позбав мене від сумнівів» - Жеремі Реньє — «Подвійний коханець» - Матіас Шонартс — «Вірний. Пристрасть і злочин»                                                     | ★ Емілі Дек'єнн — «З нами» - Фіона Гордон — «Дива в Парижі» - Люсі Дебе — «Король бельгійців» - Сесіль де Франс — «Позбав мене від сумнівів»                                                                           |
| Найкращий актор другого плану | Найкраща акторка другого плану |
| ★ Жан-Бенуа Юге — «Вірний. Пристрасть і злочин» - Патрік Декам — «З нами» - Лорен Капеллуто — «Не кажи їй» - Давид Муржіа — «Сліпа зона»                                                                                             | ★ Аврора Маріон — «Весілля» - Ізабель де Гертог — «Донька Бреста» - Люсі Дебе — «Сповідь» - Йоланда Моро — «Життя» |
| Найперспективніший актор | Найперспективніша акторка |
| ★ Суф'єн Чиля — «Сліпа зона» - Ар'є Вортальтер — «Минуле перед нами» - Містраль Гідотті — «Дім» - Батисте Сорнен — «Сонар» | ★ Майя Дорі — «Мій ангел» - Фантіна Ардуан — «Хепі-енд» - Лена Сайкербек — «Дім» - Адріана да Фонсека — «Навіть любителі отримують блюз»                                                                               |
| Найкращий оригінальний або адаптований сценарій | Найкращий перший фільм |
| ★ Філіпп ван Леу — «У Сирії» - Люка Бельво — «З нами» - Петер Бросенс, Джессіка Вудворт — «Король бельгійців» - Стефан Стрекер — «Весілля»                                                                                           | ★ «Не кажи їй» — Соланж Сікурель - «Навіть любителі отримують блюз» — Лоран Мішолі - «Сонар» — Жан-Філіпп Мартін - «Я залишився в лісі» — Майкл Бієр, Еріка Сейнт та Вінсент Солед - Spit'n'Split — Жером Вондеветайн  |
| Найкращий фламандський фільм | Найкращий фільм спільного виробництва |
| ★ «Дім» — Фін Трох - «Вантаж» — Жиль Кульє - «Вірний. Пристрасть і злочин» — Міхаель Р. Роскам - «Король бельгійців» — Петер Бросенс, Джессіка Вудворт                                                                               | ★ «Сире» — Джулія Дюкорно (Франція/Бельгія) - «Випускний» — Крістіан Мунджіу (Румунія/Франція/Бельгія) - «Нелюбов» — Андрій Звягінцев (Росія/Франція) - «Я, Деніел Блейк» — Кен Лоуч (Велика Британія/Франція/Бельгія) |
| Найкращий оператор | Найкращі декорації |
| ★ Вірджиньї Сурдай — «У Сирії» - Джульєтта ван Дормель — «Мій ангел» - Рубен Імпенс — «Сире» | ★ Лорі Колсон — «Сире» - Катрін Косме — «Весілля» - Люк Ноель — «Мій ангел» |
| Найкращий дизайн костюмів | Найкраща оригінальна музика |
| ★ Софі ван ден Кейбус — «Весілля» - Еліза Ансьйон — «Сире» - Клодін Тішон — «Король бельгійців» | ★ Жан-Люк Фафша — «У Сирії» - Фредерік Вершеваль — «З нами» - Раф Кюнен — «Вірний. Пристрасть і злочин» |
| Найкращий звук | Найкращий монтаж |
| ★ Поль Імо, Алек Гос — «У Сирії» - Олів'є Ронваль, Мішель Шиллінгс — «Весілля» - Фелікс Блюм, Бенуа Біраль, Фредерік Мерт — «Сонар»                                                                                                  | ★ Сандрін Деєжен — «Дива в Парижі» - Жером Гійо — «Весілля» - Ален Дессоваж — «Вірний. Пристрасть і злочин» - Ніко Ленен — «Дім» - Лудо Трох — «З нами»                                                                |
| Найкращий ігровий короткометражний фільм | Найкращий анімаційний короткометражний фільм |
| ★ «З Тельмою» — Анн Сіро та Рафаель Бальбоні - «Маленькі руки» — Ремі Альє - «Фільм літа» — Еммануель Марр ★ Kapitalistis — Пабло Муньос Гомес                                                                                       | ★ «Лев і мавпа» — Бенуа Ферумон - «69 секунд» — Лора Ніколас - «Вітер в очеретах» — Ніколя Лігорі та Арно Демонк - «Єдиноріг» — Ремі Дюран                                                                             |
| Найкращий документальний фільм | |
| ★ «Випалювання» — Жером ле Мер - «Бельгійська історія Каннського фестивалю» — Анрі де Жерлаш - «Залишитися в живих» — Полін Беньї - Enfants du Hasard — Тьєррі Мішель та Паскаль Колсон                                              | |
| Почесний «Магрітт» | |
| ★ Сандрін Боннер, акторка | |